# Look at Her Now
Look at Her Now è un singolo della cantante statunitense Selena Gomez, pubblicato il 24 ottobre 2019 come secondo estratto dal terzo album in studio Rare.

## Descrizione
Il brano è stato scritto dalla stessa cantante con Julia Michaels, Justin Tranter e Ian Kirkpatrick, ed è stato prodotto da quest'ultimo. È composto in chiave di Si♭ minore e ha un tempo di 116 battiti per minuto. La cantante ha deciso di pubblicarlo il giorno dopo il singolo Lose You to Love Me, affermando che le due canzoni sono complementari e insieme raccontano "la storia su come uno possa sempre rialzarsi nonostante tutte le sfide che la vita gli presenta". Se infatti la prima parla del ritrovamento della propria autostima dopo la fine di una relazione deleteria, Look at Her Now descrive più in dettaglio la sensazione d'indipendenza che arriva con la ritrovata libertà. Il singolo, oltre che sulle piattaforme digitali e di streaming, è stato pubblicato su musicassetta e disco in vinile in edizione limitata, con Lose You to Love Me nel lato A.

## Accoglienza
Madeline Roth di MTV News ha definito Look at Her Now come una canzone "fresca, movimentata e ballabile che celebra apertamente la sua ripresa dopo una storia d'amore fallita". Zach Seemayer, scrivendo per Entertainment Tonight, ha notato che il brano tratta le stesse tematiche di Lose You to Love Me, ma in terza persona e attraverso musica più energica. Melody Chiu e Robyn Merrett della rivista People hanno trovato riferimenti al più famoso ex fidanzato della cantante, Justin Bieber, nel testo della canzone. Secondo Mike Nied di Idolator, il brano "è destinato a dominare le radio nei prossimi mesi" grazie al suo "ritornello istantaneamente orecchiabile".

## Video musicale
Così come Lose You to Love Me, anche Look at Her Now è accompagnato da un videoclip pubblicato sul canale Vevo-YouTube di Selena Gomez in concomitanza con la commercializzazione del brano. Il video, girato interamente con un iPhone 11 Pro da Sophie Muller come il precedente, vede la cantante impegnata in una coreografia assieme ad altre ballerine all'interno di una stanza futuristica illuminata da luci al neon. Il 14 gennaio 2020 è stato pubblicato un video alternativo.

## Esibizioni dal vivo

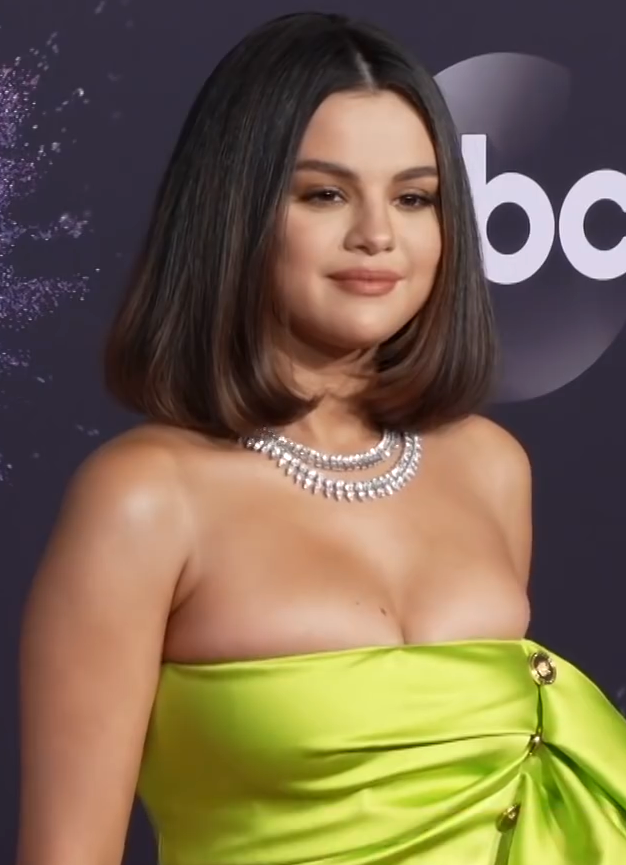
Selena Gomez al red carpet degli American Music Awards 2019, poco prima di esibirsi.

Selena Gomez ha presentato Look at Her Now dal vivo per la prima volta il 24 novembre 2019 agli American Music Awards. L'esibizione, che ha aperto la cerimonia, ha inizialmente visto la cantante eseguire il singolo precedente Lose You to Love Me da sola sul palco con un microfono; dopo il secondo ritornello, è partita Look at Her Now, che la cantante ha eseguito accompagnata da ballerini.

## Tracce
1. Look at Her Now – 2:42

## Formazione
Musicisti
- Selena Gomez – voce
- Julia Michaels – cori
- Ian Kirkpatrick – strumentazione

Produzione
- Ian Kirkpatrick – produzione, ingegneria del suono, produzione vocale
- Andrew Boyd – assistenza alla produzione
- Sedrick Moore II – assistenza alla produzione
- Bart Schoudel – ingegneria del suono, produzione vocale
- Manny Marroquin – missaggio
- Chris Galland – assistenza al missaggio
- Robin Florent – assistenza tecnica al missaggio
- Scott Desmarais – assistenza tecnica al missaggio
- Jeremie Inhaber – assistenza tecnica al missaggio
- Chris Gehringer – mastering
- Will Quinnell – mastering

## Successo commerciale
Dopo un iniziale debutto al 3º posto nella Bubbling Under Hot 100, che funge da estensione alla Billboard Hot 100, la classifica statunitense dei singoli, Look at Her Now è entrata al 27º posto della top 100 effettiva nella settimana del 9 novembre 2019. Ha totalizzato 14.000 vendite digitali e 18,8 milioni di riproduzioni in streaming, piazzandosi rispettivamente al 6º e al 12º posto della Digital Songs e della Streaming Songs. Nella sua seconda settimana nella Hot 100 il brano è sceso di 35 posizioni alla 62ª. Nel Regno Unito Look at Her Now ha debuttato alla 26ª posizione della Official Singles Chart con 16.731 unità di vendita totalizzate nella sua prima settimana.

## Classifiche
| Classifica (2019) | Posizione massima |
| ----------------- | ----------------- |
| Argentina         | 91                |
| Australia         | 29                |
| Austria           | 26                |
| Belgio (Fiandre)  | 59                |
| Belgio (Vallonia) | 83                |
| Canada            | 13                |
| Croazia           | 87                |
| Estonia           | 11                |
| Francia           | 114               |
| Germania          | 43                |
| Grecia            | 6                 |
| Irlanda           | 15                |
| Lettonia          | 7                 |
| Lituania          | 12                |
| Norvegia          | 15                |
| Nuova Zelanda     | 23                |
| Paesi Bassi       | 78                |
| Portogallo        | 31                |
| Regno Unito       | 26                |
| Repubblica Ceca   | 14                |
| Romania           | 53                |
| Singapore         | 14                |
| Slovacchia        | 7                 |
| Spagna            | 71                |
| Stati Uniti       | 27                |
| Svezia            | 53                |
| Svizzera          | 20                |
| Ungheria          | 12                |